# Гадам
Гадам (груз. ღადამი) або Адам (ადამი) — цар Іберії (Картлі). Професор Кирило Туманов визначає роками його правління 132–135.
Відповідно до ранньосередньовічних грузинських хроні Гадам був сином Фарсмана Доблесного.